# Фальків (річка)
Фальків — річка в Україні (Вижницький район Чернівецької області) та Румунії, ліва притока Сучави (басейн Дунаю).

## Опис
Довжина річки приблизно 18  км. Формується з багатьох безіменних струмків.

## Розташування
Бере початок на східній стороні від села Долішній Шепіт. Тече переважно на південний схід через село Фальків. Перетинає українсько-румунський кордон і впадає у річку Сучаву, праву притоку Серету.